# Phorbas ferrerhernandezi
Phorbas ferrerhernandezi är en svampdjursart som beskrevs av van Soest 2002. Phorbas ferrerhernandezi ingår i släktet Phorbas och familjen Hymedesmiidae. Inga underarter finns listade i Catalogue of Life.